# 헤르베르트 블롬슈테트

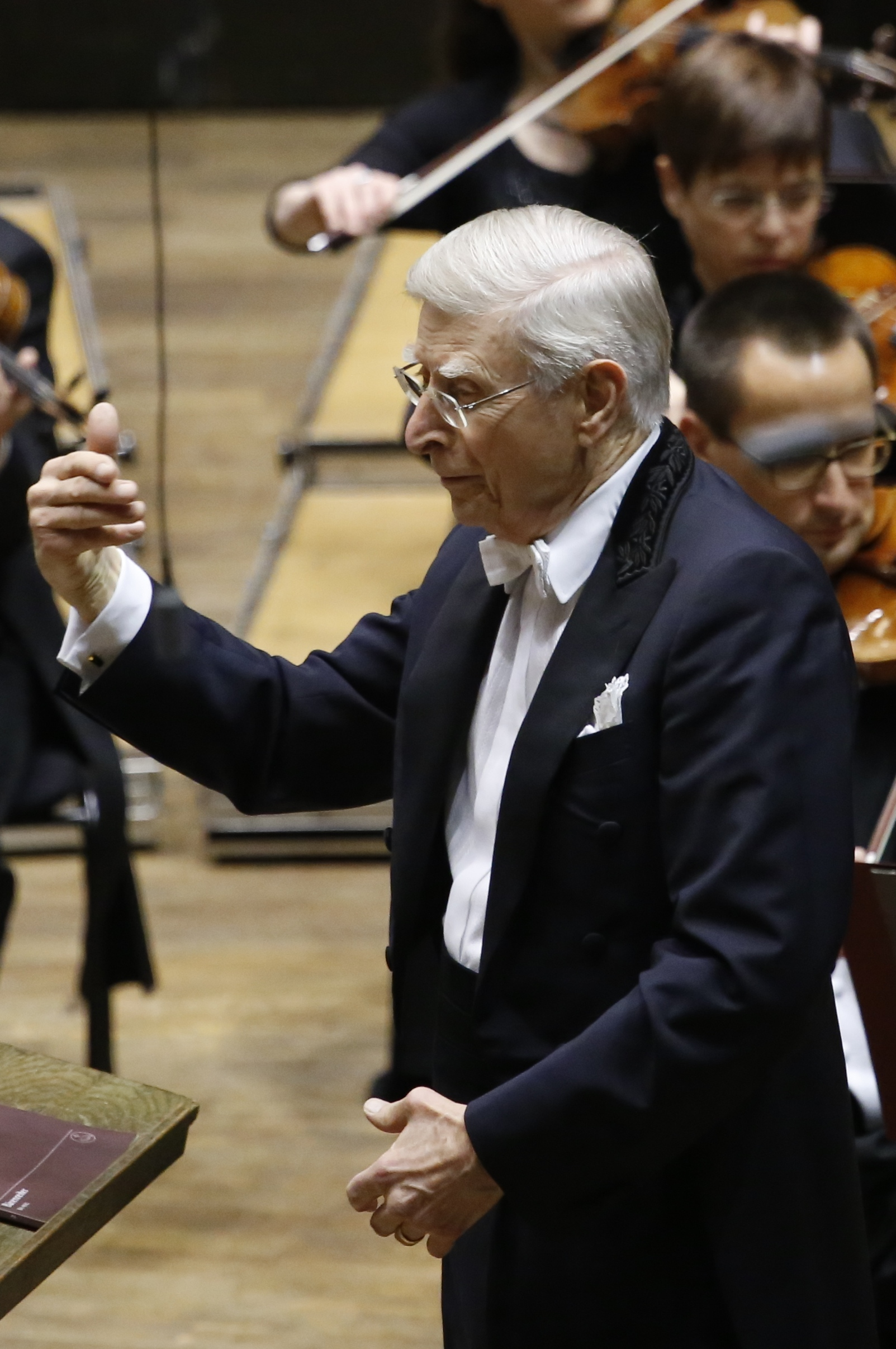
헤르베르트 블롬슈테트 (2015년)

헤르베르트 블롬스테트(스웨덴어: Herbert Blomstedt, 1927년 7월 11일 ~ )는 미국에서 태어난 스웨덴의 지휘자이다. 라이프치히 게반트하우스 관현악단, 밤베르크 교향악단, 슈타츠카펠레 드레스덴 등 여러 교향악단의 명예 지휘자이다. NHK 교향악단의 계관 명예 지휘자이기도 하며, 제칠일안식일예수재림교회 신도이기도 하다.

## 생애
1927년 미국 매사추세츠주 스프링필드에서 태어났고, 아버지는 스웨덴 태생의 목사였고 어머니는 미국 태생의 피아노 교사였으며 블롬슈테트 역시 어릴 때부터 피아노를 배웠다. 두 살 때 가족들과 함께 스웨덴으로 귀국한 뒤 5살 때 핀란드로 옮겨 그곳에서 5년 정도 지냈다. 이후 다시 스웨덴으로 돌아갔으며, 6살 무렵부터 피아노, 나중에 바이올린 레슨을 본격적으로 받았고 스톡홀름 왕립 음악 학교와 웁살라대학교에서 각 악기 외에도 음악학과 지휘법 등을 배웠다. 1949년과 1956년에는 다름슈타트에서 파울 자허에게 현대음악을, 스콜라 칸토룸 바실리엔시스에서 바로크 음악을 배웠다. 바젤 스콜라 칸텀에서는 고음악을 연구했다. 잘츠부르크에서 이고르 마르케비치에게 사사했고, 줄리어드 음악학교에서 장 모렐에게, 버크셔 음악센터에서는 레너드 번스타인에게 사사했다.1953년 쿠세비츠키상을 받았고 1955년 잘츠부르크 지휘자 콩쿠르에서 우승했다.
1954년 2월 로열 스톡홀름 필하모닉 오케스트라에서 베토벤, 힌데미트 등의 작품을 지휘하며 지휘자로 본격 데뷔했다. 이후 노르쇼핑 교향악단, 오슬로 필하모닉 오케스트라, 덴마크 방송 교향악단, 스웨덴 방송 교향악단 수석 지휘자를 역임하는 한편 1975년부터 1985년까지 슈타츠카펠레 드레스덴 수석 지휘자를 맡았다.이후 샌프란시스코 교향악단 음악감독(1985년~1995년), 북독일 방송교향악단 수석지휘자(1995년~1998년)를 거쳐 1998년부터 2005년까지 라이프치히 게반트하우스 관현악단 수석지휘자(카펠마이스터)를 지냈다.
베를린 필하모닉 오케스트라와 2010년경부터 매 시즌 공연하고 있으며, 빈 필하모닉 오케스트라와는 2011년 1월 26일 니콜라우스 아르농쿠르의 대역으로 첫 공연해 빈 모차르트 주간에 등장했다. 나중에 정기연주회 외에 연주투어나 잘츠부르크 음악제에도 등장했다. 2019년 7월에는 빈 필하모닉 오케스트라 명예회원 칭호를 받았다.

## 음악 활동
블롬스테트는 지휘자가 되기 전 학창시절 바흐에 관한 논문을 2편 집필할 정도로 바로크 음악에 관심이 있으며, 그 외에도 독일 · 오스트리아계 음악의 해석으로 유명하며, 베토벤, 멘델스존, 슈베르트, 브루크너, 리하르트 슈트라우스 등이 주요 레퍼토리이다. 아울러 그리그, 시벨리우스, 닐센, 스텐함마르 등 북유럽 작곡가의 교향곡 연주로도 유명하다. 이완되지 않는 템포로 군더더기 없는 투명감 있고 날렵한 울림을 구축한다.
독실한 제칠일안식일예수재림교회 신자로, 안식일인 토요일에는 리허설을 하지 않고 공연만 진행한다.

## 역서
헤르베르트 블롬스테트 자전 음악이야말로 나의 천명을 듣는 사람 율리아 스피놀라, 리키타케 쿄코 역, 감수 히구치 류이치, 아르테스 퍼블리싱은 2018년이다.

## 전임과 후임
| 전임 하인츠 프로이덴탈 1936-1952 | 노르셰핑 교향악단 상임 지휘자 1954-1962 | 후임 에버렛 리 1962-1972 |

| 전임 오드 그뤼너-헤게 1945-1962 | 오슬로 필하모닉 오케스트라 음악 감독 1962-1968 | 후임 외이빈 피엘드스타 1962-1969 |

| 전임 프리츠 부슈 1937-1951 | 덴마크 방송 교향악단 음악 감독 겸 상임 지휘자 1967-1977 | 후임 얀 크렌츠 1979-1982 |

| 전임 마르틴 투르노프스키 1967-1968 | 드레스덴 국립 관현악단 상임 지휘자 1975-1985 | 후임 한스 폰크 1985-1990 |

| 전임 세르주 첼리비다케 1965-1971 | 스웨덴 방송 교향악단 상임 지휘자 1977-1982 | 후임 에사페카 살로넨 1984-1995 |

| 전임 에도 데 바르트 1977-1985 | 샌프란시스코 심포니 음악 감독 1985-1995 | 후임 마이클 틸슨 토머스 1995- |

| 전임 존 엘리엇 가디너 1991-1994 | 북독일 방송 교향악단 상임 지휘자 1996-1997 | 후임 크리스토프 에셴바흐 1998-2004 |

| 전임 쿠르트 마주어 1970-1996 | 라이프치히 게반트하우스 관현악단 카펠마이스터 1998-2005 | 후임 리카르도 샤이 2005-2016 |